# Westafrikanisches Monsunsystem
Der westafrikanische Monsun (WAM) ist das Gebiet des Einflusses der Passatwinde sowohl nördlich und südlich der innertropischen Konvergenzzone, einschließlich dieser, welche Wasser vom Atlantischen Ozean auf die afrikanische Landmasse bringt. Es handelt sich um ein gekoppeltes Atmosphäre-Ozean-Land-System, das die sommerlichen Niederschläge und die Winter-Trockenheit über den Regionen West- und Zentralafrika steuert. Die Prozesse in diesem System zeichnen sich in interagierenden Raum- und Zeitskalen aus. Das Wort Monsun leitet sich aus dem arabischen mausim (موسم) ab und bedeutet ursprünglich „Jahreszeit“. Arabische Kaufleute bezeichneten damit die Zeit des Jahres, während der sie auf ihren Daus über das arabische Meer nach Indien segelten. Die in der Einflusszone des Monsuns liegenden Regionen weisen im Jahresverlauf eine ausgeprägte Trocken- und Regenzeit auf.

## Gebiet des Westafrikanischen Monsunsystems
Der Regengürtel des westafrikanischen Monsuns über dem Afrikanischen Kontinent dehnt sich zur Zeit seiner stärksten Aktivität in Ost-West-Richtung vom Inselstaat Kap Verde über die Einzugsgebiete aller Flüsse, welche in den tropischen Atlantik münden zwischen dem Senegal bis hin zum Kongo (Fluss), einschließlich verschiedener geschlossener Einzugsgebiete innerhalb der Sahara und der Sahelzone, wie dem großen Tschadbecken, bis nach Osten hin zum zentralen Teil des mittleren und südlichen Einzugsgebiets des Nil, bis zum Hochland von Abessinien, wo das westafrikanische Mosunsystem und das Monsunsystems des Indischen Ozeans sich überschneiden.
Nach Norden recht es weit in die Wüste der Sahara hinein, ebenso nach Süden bis Angola. Wird im Norden durch den relativ kühlen Kanarenstrom (Canary Current vor den Küsten Marokkos bis Mauretanien) abgebremst, im Süden durch den kalten Benguelastrom (Benguela Current) welcher kaltes Wasser aus dem Südlichen Ozean entlang der afrikanischen Westküste weit über den südlichen Wendekreis hinaus nach Norden bringt, bis hinauf nach Angola. Letzterer ist verantwortlich für die Bildung der Wüste Kalahari.
Es bildet nach dem australisch-indischen Monsun das zweite große Monsunsystem der Erde. Er ist das primäre Wetterphänomen, das die afrikanischen Regionen der zentralen Sahara, des Sahel, des Sudan und der Luvseite der Oberguineaschwelle, des mit Niederschlägen in den Sommermonaten versorgt.
Ausgezeichnet wird der westafrikanische Monsun dabei von einem scharfen, räumlich-zeitlich meridionalen Gradienten, d. h. an seiner nördlichen Grenze fallen im Juli/August zwischen 50 und 150 mm Niederschlag, während an der Küste zwischen Guinea-Bissau bis Gabun zwischen 1200 und 1600 mm Niederschlag fallen. Auch die zeitliche Ausdehnung variiert: Regenreich sind die Küstenregionen zwischen Guinea bis Gabun die vier Monate von Juni bis September, im Norden ist es meist nur einer.
Zwei Regenzeiten gibt es vor allem im Kongobecken und an den Küstenregionen zwischen der Nigerdelta in Nigeria und der Mündung des Ogooue-Flusses in Gabun (Immerfeuchte Tropen), und im äußersten Südwesten Westafrikas um Sierra Leone und Liberia.
Im Kongobecken ist es ähnlich wie im Amazonasbecken, wo der immerfeuchte Regenwald für einen relativ geschlossenen Wasserkreislauf verantwortlich ist, also größere Mengen des Niederschlagswassers vom Boden und der Vegetation aufgenommen, verdunstet, an die Atmosphäre abgegeben und wieder als Niederschlag zurückkommt. Bei Verlust des Waldes dieser Anteil für immer verloren gehen würde.

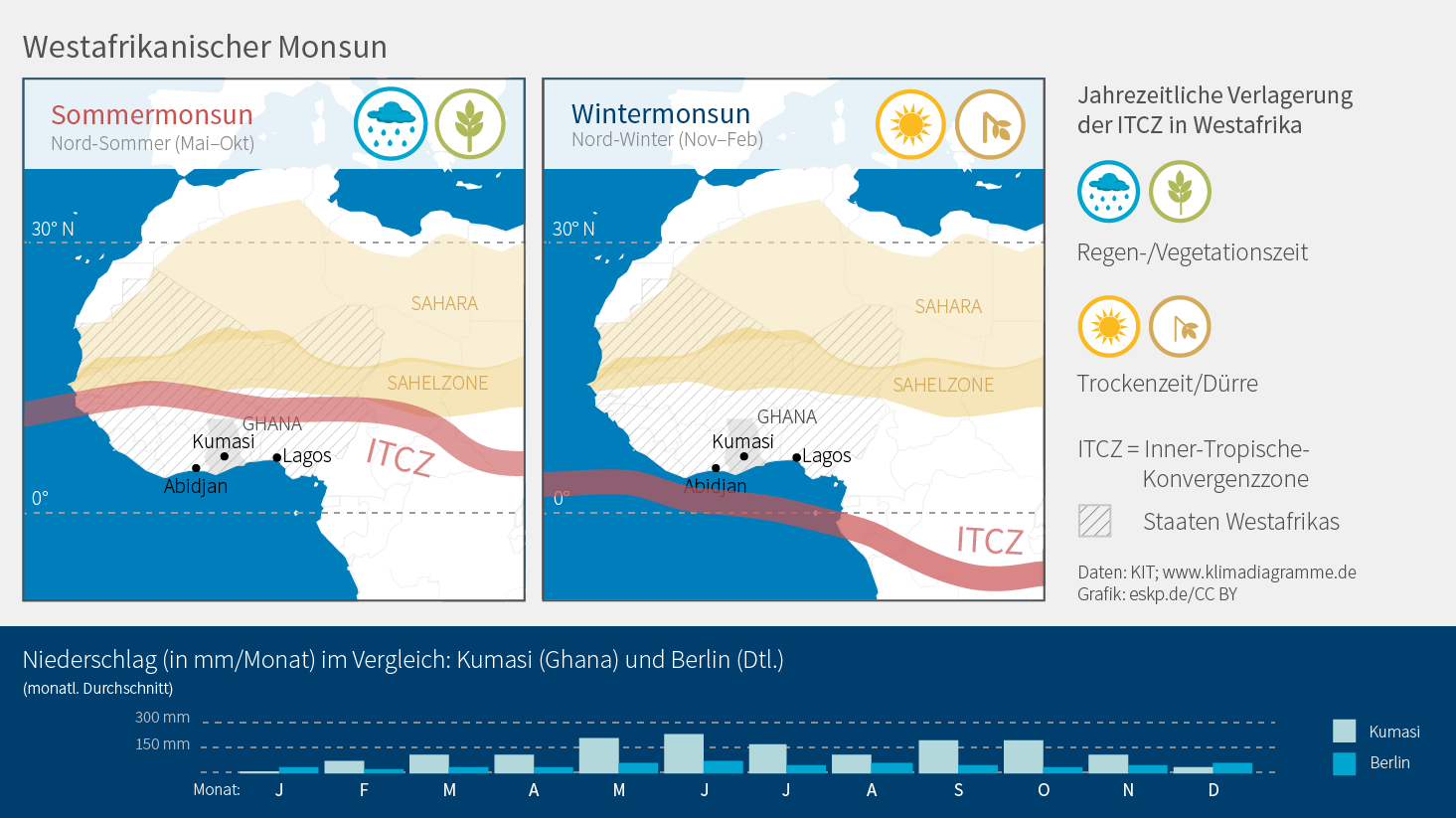
Die Niederschläge in Westafrika werden durch die Lage der Innertropischen Konvergenzzone (ITCZ) beeinflusst. Sie verschiebt sich halbjährlich und sorgt insbesondere in den Monaten Mai bis Juli für höhere Niederschlagsmengen in Westafrika. In den Wintermonaten liegt die ITCZ in Äquatornähe über dem Golf von Guinea, so dass auf dem Festland Trockenzeit herrscht.

Im Norden des Einflussgebietes des westafrikanischen Monsuns stellen mesoskalige, hochgradig organisierte Böenliniensysteme (Sturmfronten) die wichtigste Quelle für den dort fallenden Regenniederschlag. Als mesoskalige atmosphärische Phänomene über Westafrika werden dabei Wetterphänomene wie Sturmfronten und Gewitterzellen beschrieben, die eine horizontale Erstreckung zwischen 2 und 2.000 Kilometern erreichen können. In der Hauptaktivitätszone des Monsuns entstehen Gewittersysteme, sogenannte MSC (Mesoscale Convective Systems „mesoskalige Konvektionssysteme“). Diese stellen einen Zusammenschluss aus einzelnen Gewitterzellen dar. Sie können eine Fläche von mehr als 100.000 km² einnehmen und erreichen innerhalb der Cloud Cluster Wolkenhöhen von bis zu 18 km. In lokal begrenzten aktiven Kernbereichen fallen dabei bis zu 50 Liter Regen pro Quadratmeter in einer halben Stunde. In Richtung der feuchten Südküste Westafrikas tragen auch andere Typen organisierter und unorganisierter Feuchtkonvektion zum Jahresniederschlag bei.

## Einflussfaktoren

### Kühlere Wassertemperatur der Meeresoberfläche

#### Kühlerer Äquatorialer Gegenstrom
Die Untersuchungen des Westafrikanischen Monsun Multidisziplinäre Analysen Projekts (AMMA) konnten nachweisen, dass der Zustrom von kaltem Wasser im Golf von Guinea eine entscheidende Rolle in diesem System spielt. Ähnlich dem der meteorologischen Bedingungen im Mittelmeer oder im Indischen Ozean gelten die Wassertemperaturen als die Schlüsselfaktoren in der Variabilität, Intensität und dem Rückzug der Monsunniederschläge im Herbst. Der jährliche Zyklus der Temperatur der Meeresoberfläche im Golf von Guinea ist asymmetrisch mit einer raschen Abkühlung im April auf die niedrigsten Wassertemperaturen im August und einer schrittweise Erhöhung der Wassertemperatur bis zum nächsten April. Die dabei entstehende oberflächennahen äquatoriale Kaltwasserzunge entsteht durch das Aufquellen von kaltem Wasser aus Tiefen von etwa 100 Metern und entstammt einem äquatorialen Unterstrom, der von Brasilien bis in den Ostatlantik reicht. Dabei strömen im Mittel 20 Millionen Kubikmeter Wasser pro Sekunde und kühlen die Oberflächentemperatur des Atlantiks auf 20 bis 25 °C.

##### Kühler Kanarenstrom in Norden und kühler Benguelastrom im Süden
Beide Ströme bringen kühleres Oberflächenwasser in tropische Breitengrade, der Kanarenstrom nördlich Senegals, der Benguelastrom im Süden (Namibia und Angola). Die Luft über diesen Ozeangebieten kühlt ab, sinkt, es bilden sich Hochdruckgebiete. Die Abgabe von Wasser an die Atmosphäre ist spärlich. Beide Ströme begrenzen den Einfluss des Westafrikanischen Monsuns sowohl nach Norden in die Sahara hinein, als auch nach Süden in Richtung der Wüste Kalahari.

##### Hoch und Tiefdruckgebiete, die Lage der innertropischen Konvergenz
Weitere ausschlaggebende Faktoren sind die Ausbildung stabiler Hochdrucksysteme über dem Meer und Niederdrucksysteme über dem Kontinent. Die Niederschläge über West- und Zentralafrika werden wesentlich durch das Heranführen von feuchten Luftmassen charakterisiert, die zu einer horizontalen Bewegung der Luft über der marinen Grenzschicht zu den verschiedenen Temperaturanomalien über West- und Zentralafrika führt. Durch die Entwicklung des hohen Luftdrucks auf Meereshöhe, der die Entwicklung des Bodenwindes begünstigt, zu den Tiefdruckanomalien in der sekundären innertropischen Konvergenz. Die Untersuchungen zeigten auch, dass die saisonalen Veränderungen der Sonneneinstrahlung zu einer Nettozunahme der Energiemenge in der Atmosphärensäule führt, die diese jahreszeitlichen Veränderungen steuern. Dieser Energieüberschuss führt zu einem horizontalen Energieexport, durch den die thermische Zirkulation der feuchten Luftmassen zu einer Sammlung und Konvektion der thermisch aufgeladenen Luftfeuchtigkeit im Bereich der Innertropischen Konvergenzzone (ITCZ) führt. Die dabei entstehende Differenz des atmosphärischen Druckes und der Temperatur zwischen den Hoch- und Niederdrucksystemen gilt als entscheidender Faktor für die Intensität und Ausdehnung des Monsuns. Diese Vorgänge modulieren letztendlich im Inland die Ergieb igkeit der Niederschläge des Monsuns.
Eine Studie machte 2017 zudem den (neg.) Einfluss der grönländischen Eisschmelze auf den westafrikanischen Monsun und davon abhängig auf die Sahelzone deutlich.

### Vegetationsdecke, speziell Wälder  („Biotic Pump Theory“)
Ganz wichtig ist der Einfluss der Vegetationsdeckeː Ist sie dicht, ist der Boden geschützt, kann das Wasser vom Boden aufgenommen werden, dem Grundwasser zugeführt werden, bleibt also in der Region des Niederschlags über längere Zeit erhalten. Ein Teil wird von den Pflanzen aufgenommen, an die Atmosphäre wieder abgegeben, es entstehen Wolken, es gibt wieder Niederschläge, immer weiter landeinwärts. Wälder haben dabei eine wichtige Funktion, um Wasser für längere Zeit an Land festzuhalten, aber auch im Wasser von küstennahen Zonen weiter ins Landesinnere zu transportieren („Biotic Pump Theory“).
Besonders wichtig für die Niederschläge landeinwärts sind die küstennahen tropischen Regenwälder Westafrikas. Sie bilden die erste Stufe einer langen Leiter. Die Zweite Stufe sind die Trockenwälder, die 3. Stufe die Baumsavannen, die 4. die offenen Savannen, dann als 5. Stufe die Strauch und Grasvegetation der Halbwüsten, zum Schluss die Wüste der Sahara. Eine  „unsichtbare Wasserleitung“ durch zusammenhängende natürliche Waldgebiete, welche je weiter man sich von der Küste des Golfs von Guinea nach Norden begibt immer schwächer wird und von der Dichte der Vegetation der vorherigen Stufe abhängt. Fehlt eine Stufe (großflächige Deforestation, Überweidung, Landwirtschaft mit ungenügenden Bodenschutzmassnahmen, großflächige Flächenversiegelung durch Urbanisierung), wird das ganze System vor allem in den höher gelegenen Stufen landeinwärts empfindlich gestört.

## Variabilität und Trends
Der westafrikanische Monsun ist im Vergleich zu seinen asiatischen Pendants variabler, sowohl in seiner Entstehung wie auch in der Intensität. So konnte zum Beispiel für den indischen Subkontinent kein mehrjähriges Ausbleiben des Monsuns beobachtet werden, während der westafrikanische Monsun in der zweiten Hälfte des 20. Jahrhunderts über mehrere Jahre extrem schwach ausfiel und zu den großen Hungerkatastrophen im Sahel während der 1970er und 1980er Jahren führte. Diese Entwicklung zu immer trockeneren Klimakonditionen über West- und Zentralafrika führten zur Einrichtung des AMMA-Programms (African Monsoon Multidisciplinary Analysis „Multidisziplinäre Analyse des westafrikanischen Monsuns“), um die Veränderungen besser zu verstehen und die theoretischen Grundlagen zum Verständnis sowie die Möglichkeiten zur Vorhersage der Intensität und Ausdehnung des Monsunsystems zu verbessern. Diese Arbeiten haben eine besondere Bedeutung für die größtenteils vom Regenfeldbau abhängigen Bauern der afrikanischen Landwirtschaft. Hier ist der richtige Zeitpunkt der Aussaat ein wichtiger Faktor, der über eine ertragreiche Ernte entscheidet. Der zeitlichen Vorhersage des Monsunregens kommt somit eine besondere Bedeutung für die Ernährungssicherheit der afrikanischen Bevölkerung zu.